# Malcolm Skey
Frederick Malcolm Skey (West Coker, 12 ottobre 1944 – Torino, 11 settembre 1998) è stato uno scrittore, critico letterario e traduttore britannico.
Attivo a lungo in Italia, dedicò la sua attività principalmente alla conoscenza e alla diffusione del romanzo gotico

## Biografia
Malcolm Skey nacque a West Coker nel Somerset in Inghilterra il 12 ottobre 1944 e trascorse poi la sua infanzia a Bristol; successivamente studiò storia al Merton College di Oxford; dopo un soggiorno in Francia, approdò infine a Torino dove iniziò a collaborare con la casa editrice Einaudi.
È considerato uno dei maggiori esperti italiani del romanzo gotico, cui dedicò l'opera omonima Il romanzo gotico (Theoria, 1984), una dettagliata bibliografia ragionata delle opere più indicative di questo genere letterario. Alla diffusione di questo genere ancora poco conosciuto in Italia egli contribuì anche traducendo moltissime opere di Edgar Allan Poe, William Beckford, Mary Shelley, Lovecraft e altri, oltre a curare numerose antologie di racconti di fantasmi.
La sua morte avvenne in circostanze oscure: venne ritrovato in piazza Repubblica a Torino la notte dell'11 settembre 1998 con una lesione alla nuca. Non è mai stato chiarito se si sia trattato di incidente o aggressione, anche se gli inquirenti propendettero per la prima ipotesi.